# 伊東茂平
伊東 茂平（いとう もへい、1898年〈明治31年〉9月5日 - 1967年〈昭和42年〉2月3日）は、日本の服飾デザイナー。洋裁学校の設立や『婦人画報』への洋裁記事の執筆などで日本における洋裁の啓蒙に努めた。独自の婦人服裁断法を考案し、その作図法は伊東式と呼ばれた。

## 経歴
大分県に生まれる。1916年（大正5年）、慶應義塾大学部法律科を卒業する。独学で洋裁を学び、1929年（昭和4年）、東京琴平町（虎ノ門）にイトウ洋裁研究所を設立する。1932年、『婦人画報』新年号に洋裁記事が初掲載される。
1935年（昭和10年）、大阪梅田にイトウ洋裁研究所を設立する。1940年（昭和15年）、芝区三田に伊東衣服研究所を設立する。1941年、横浜と名古屋にも研究所を設立する。1944年、戦時体制により各所の研究所を閉鎖する。
1946年（昭和21年）、世田谷区成城に伊東衣服研究所を設立する。大阪、名古屋の研究所を再開する。同年、雑誌『私のきもの』を創刊する（1961年に『モード・エ・モード』に誌名変更）。
1948年（昭和23年）に発足した日本デザイナークラブ（NDC）の顧問を引き受ける。
1952年（昭和27年）、東京中野に女子美術洋裁学校を開設する。
1954年（昭和29年）2月から1960年（昭和35年）8月までの日本航空（JAL）2代目制服、および1960年（昭和35年）8月から1967年（昭和42年）3月までの3代目制服のデザインを担当する。
1955年、日本デザイン文化協会（NDK）の名誉会員となる。
1956年（昭和31年）10月、帝国ホテルにて伊東茂平・孝によるモードショーを開催、その作品の一部を一般向けの既製服として、高島屋や西武デパートなどで発表・展示する。1957年、産経服飾文化賞を受賞する。
1958年、新宿区若宮町に西武学園を開校する。1959年より装苑賞の審査員となる。1959年（昭和34年）、工業用ボディ「ICA型」を開発する。
1963年（昭和38年）、帝国ホテルで「伊東茂平氏の洋裁研究四十五年を祝う会」が開催される。1964年に開催される東京オリンピックのユニフォームのデザインおよび製作の指導に当たる。
1967年（昭和42年）2月3日、68歳で死去。生涯の功績に対して、勲四等瑞宝章・従五位を贈られる。
1996年（平成8年）に婦人画報社より『伊東茂平 美の軌跡』が刊行された。

## 受賞歴
- 1957年：産経服飾文化賞[9]
- 1967年：勲四等瑞宝章[9]

## 著書
- 伊東茂平、伊東孝 著『私の洋裁教室 : 部分縫の技術全書』 婦人画報社、1949年、全国書誌番号:49002213
- 伊東茂平、伊東孝 著『続 私の洋裁教室』 婦人画報社、1950年、全国書誌番号:50000517
- 伊東茂平、伊東孝 著『伊東式・洋裁研究（伊東茂平洋裁研究）』上・下巻、婦人画報社、1962年[12]